# 魏兴郡 (曹魏)
魏兴郡，中国三国时设置的郡。
曹魏改西城郡置，治所在西城县（今陕西省安康市西北）。属荊州刺史部。辖境相当今陕西省石泉、湖北省郧西二县间汉水流域一带。西晋太康二年（281年）移治锡县（今陕西省白河县东），次年移治兴晋县（今湖北省郧西县西），元康中复移治锡县，永嘉后还治西城县。东晋时曾为梁州治。隋朝开皇三年（583年）废。